# عمارة بنيوية

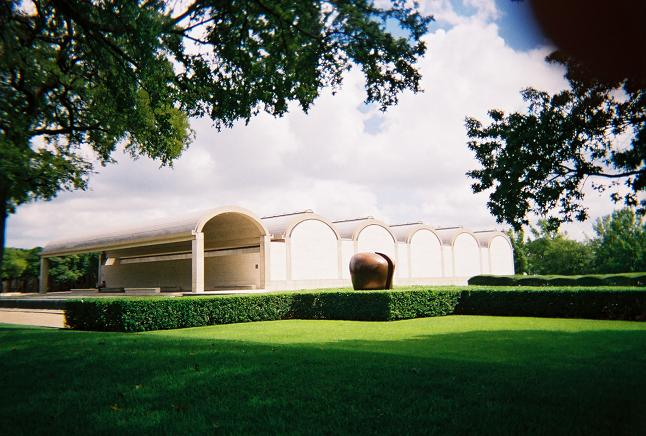
متحف كيمبل للفنون في مدينة فورت وورث من تصميم المعماريّ لويس كان (1972)

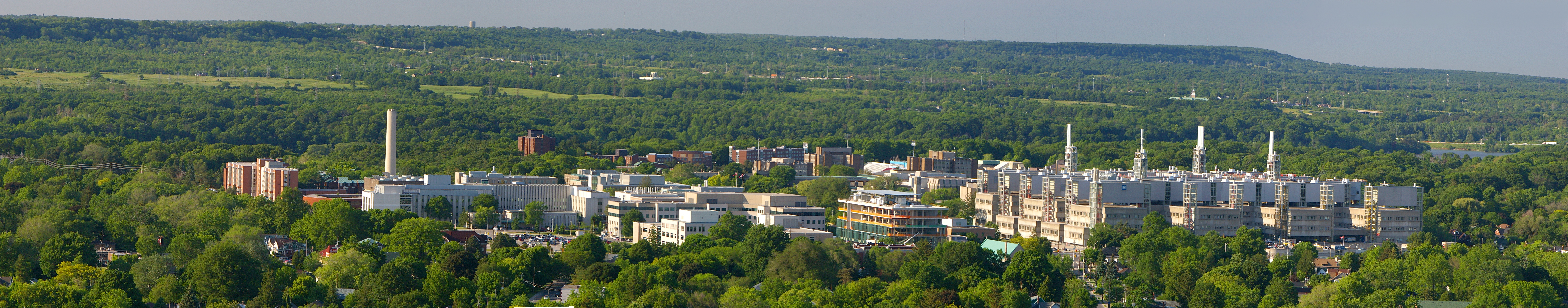
مركز مكماستر الطبيّ هاميلتون في كندا للمعماريّ إيباهارت تسايلدر (1972)

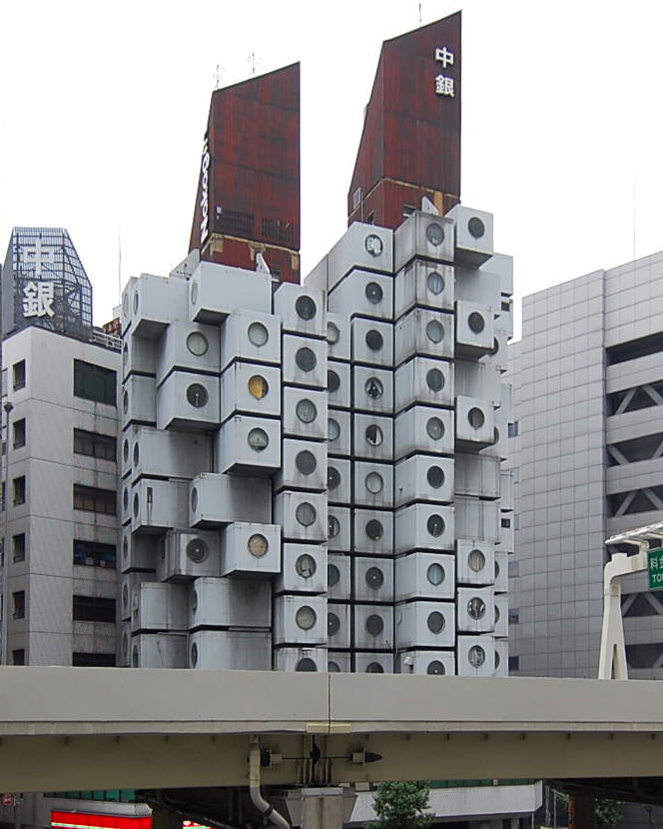
برج كبسولة ناكاغن في طوكيو من تصميم المعماريّ اليابانيّ كيشو كوروكاوا (1972). يتألف الهيكل الرئيسي من برجين يرافقهما عناصر ثانوية على شكل كبسولات.

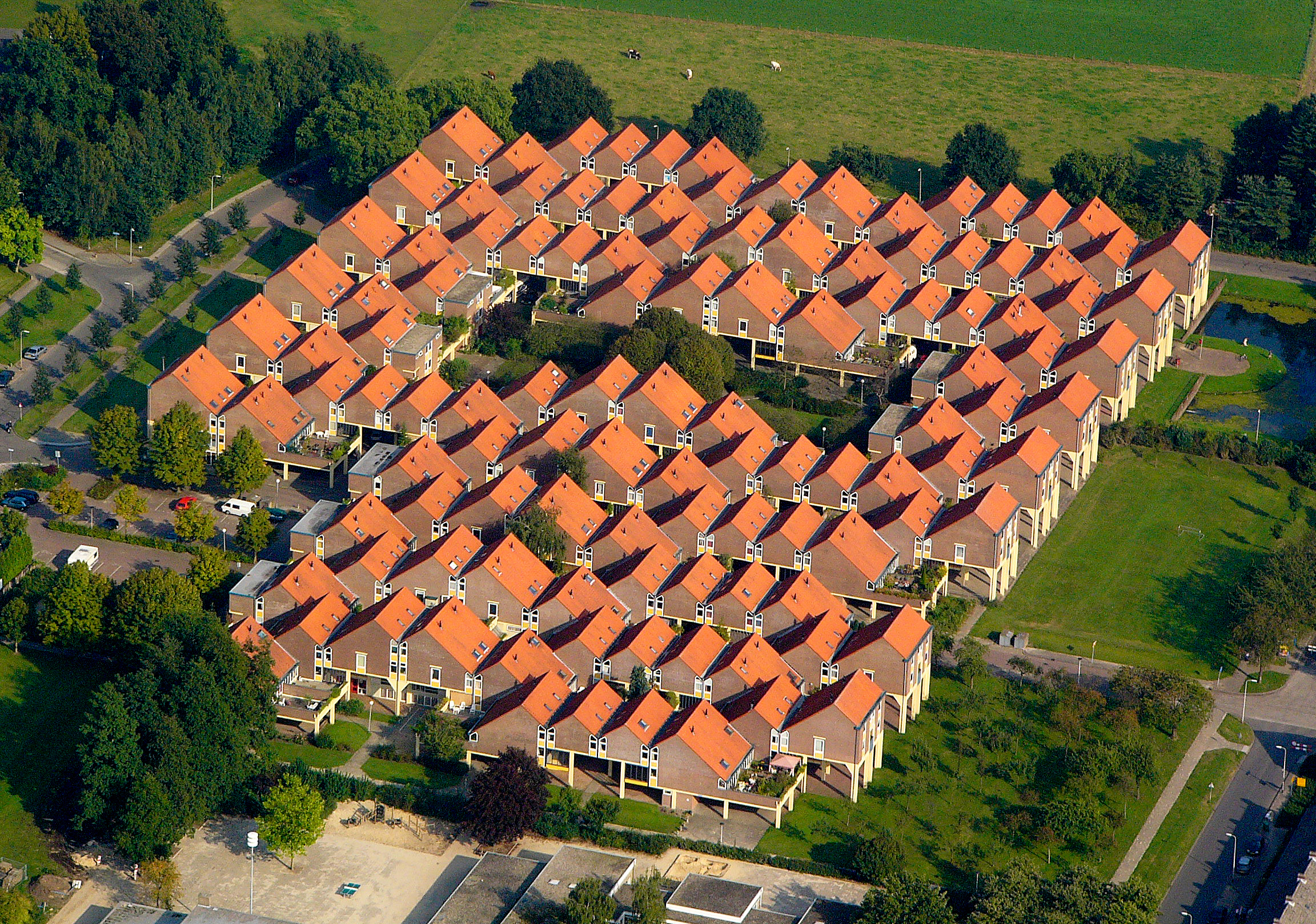
مجمّع منازل كاسباه في مدينة هينجيلو من تصميم المعماريّ الهولنديّ بييت بلوم (1973)

البنيوية (بالإنجليزية: Structuralism)‏ هي حركة في العمارة والتخطيط الحضري تطورت نحو منتصف القرن العشرين. كانت رد فعل على العقلانية (وظيفية المؤتمر الدولي للعمارة الحديثة) وتعبيرها ذي المنظور المُفتقر حول التخطيط الحضري الذي تجاهل هوية السكان والتكوينات الحضرية.
البنيوية بالمعنى العام هي أسلوب فكري في القرن العشرين، نشأ في علم اللغة. استخدمت تخصصات أخرى مثل الأنثروبولوجيا، وعلم النفس، والاقتصاد، والفلسفة، وكذلك الفن الأفكار البنيوية وطورتها أكثر. لعبت المدرسة الشكلية الروسية وحلقة براغ دورًا مهمًا في تطوير البنيوية. جادل رولان بار، وهو شخصية رئيسية في الفكر البنيوي، بأنه لم تكن هناك فلسفة بنيوية كاملة ولكن فقط نهج بنيوي.
في بداية المقالة العامة للبنيوية، لوحظت التفسيرات التالية: «البنيوية هي نموذج نظري يؤكد على أن عناصر الثقافة يجب أن تُفهم من حيث علاقتها بنظام أو هيكل أكبر وشامل». عكسيًا، كما لخص الفيلسوف سيمون بلاكبيرن، «البنيوية هي الاعتقاد بأن ظواهر الحياة البشرية ليست مفهومة إلا من خلال علاقاتها المتبادلة. تشكل هذه العلاقات هيكلًا، وخلف الاختلافات المحلية في الظواهر السطحية هناك قوانين ثابتة للثقافة المجردة».

## أصلها
تعود أصول البنيوية في العمارة والتخطيط الحضري إلى منظمة المؤتمر الدولي للعمارة الحديثة بعد الحرب العالمية الثانية. بين عامي 1928 و1959، كانت المنظمة منصة مهمة لمناقشة العمارة والحضرية. نشطت في هذه المنظمة مجموعات مختلفة ذات وجهات نظر متضاربة؛ على سبيل المثال، الأعضاء الذين لديهم مقاربة علمية للهندسة المعمارية دون اعتبارات جمالية (العقلانيون)، والأعضاء الذين اعتبروا العمارة شكلًا فنيًا (لو كوربوزييه)، والأعضاء الذين كانوا من أنصار المباني الشاهقة أو المنخفضة (إرنست ماي)، والأعضاء الذين يدعمون مسار الإصلاح بعد الحرب العالمية الثانية (فريق 10)، وأعضاء الحرس القديم وما إلى ذلك. وضع أسس البنيوية أعضاء فرديون من فريق 10 الصغير المنشق. فُسر تأثير هذا الفريق في وقت لاحق من قبل نصير الجيل الثاني هيرمان هيرتزبرغر عندما قال: «أنا مُنتج فريق 10». كمجموعة من المعماريين الطليعيين، كان فريق 10 نشطًا من 1953 إلى 1981، وظهرت منه حركتان مختلفتان: الوحشية الجديدة للأعضاء الإنجليز (أليسون وبيتر سميثسون)، وهيكلة الأعضاء الهولنديين (ألدو فان إيك وياب باكيما).
خارج فريق 10، تطورت أفكار أخرى عززت الحركة البنيوية -متأثرة بمفاهيم لويس كان في الولايات المتحدة، وكنزو تانغه في اليابان، والمعماريّ إن. جون هابراكن في هولندا (مع نظريته حول إدماج المستخدم في الإسكان). قدم هيرمان هيرتزبرغر ولوسيان كرول وأليخاندرو أرافينا مساهمات معمارية مهمة في مجال التصميم التشاركي.
في عام 1960، صمم المهندس المعماري الياباني كنزو تانغه مخططه المعروف لخليج طوكيو. قال موضحًا فيما بعد في المرحلة الأولى من هذا المشروع: «أعتقد أنه في نحو عام 1959 أو في بداية الستينيات، بدأت أفكر فيما كنت سأسميه فيما بعد بالبنية الهيكلية». كتب تانغه أيضًا مقالة «الوظيفة، والبنية، والرمز، 1966»، التي يصف فيها الانتقال من مقاربة وظيفية إلى مقاربة هيكلية في التفكير. يعتبر تانغه الفترة من 1920 إلى 1960 تحت عنوان «الوظيفية» والفترة من 1960 فصاعدًا تحت عنوان «البنيوية».
أنشأ لو كوربوزييه العديد من المشاريع المبكرة وبنى نماذج أولية في نمط هيكلي، يعود بعضها إلى عشرينيات القرن العشرين. على الرغم من انتقاده من قبل أعضاء فريق 10 في الخمسينيات من القرن الماضي بسبب بعض نواحي عمله (الاعتبار الحضري دون «إحساس بالمكان» والشوارع الداخلية المظلمة لمشروعة وحدة السكن)، إلا أنهم اعترفوا به كنموذج عظيم وشخصية إبداعية في العمارة والفن.

## الأصول والمبادئ والنواحي النظرية
- تجاوب الهياكل المبنية للنظم الاجتماعية، بحسب فريق 10 (مجموعة عمل للتحقيق في العلاقات المتبادلة بين الهياكل الاجتماعية والبناء).[4][6][7]
- السلوك النموذجي للإنسان كأصل للعمارة (أنثروبولوجيا، كلود ليفي ستروس). كان لدى المعماريين العقلانيين المختلفين اتصالات مع مجموعات من الروس الطليعيين بعد الحرب العالمية الأولى. آمنوا بفكرة إمكانية التلاعب بالإنسان والمجتمع.
- التماسك، والنمو، والتغيير على جميع مستويات الهيكل العمراني. مفهوم الإحساس بالمكان. رموز التعريف (تحديد الأجهزة). الهيكلة والتعبير الحضري (الجسم المبني).
- التكوين متعدد التكافؤ والتفسيرات الفردية (مقارنة بين اللغة والكلام لفرديناند دو سوسور). مشاركة المستخدم في الإسكان. دمج الثقافة «العالية» و«المنخفضة» في العمارة (العمارة الرفيعة وأشكال البناء اليومية). العمارة التعددية.

## البنوية الهولندية
في الخمسينات في هولندا، تشكلت، حول شخصية ألدو فان ايك (Aldo van Eyck) ، الحركة المعروفة باسم البنوية الهولندية ، التي كانت لها خصائصها المستقلة في معارضة الوظائفية (functionalism)، مجموعة من المعماريين، رفضت المبادئ العقلانية والصرامة في مجال العمارة، وأوجدوا بنية هرمية عارية تماما من التسلسل بين الأجزاء، على غرار النموذج البدائي في بناء القصبة (casbah) والسوق الإسلامي (bazar).
من بين الشخصيات القيادية في البنوية الهولندية : هيرمان هيرتزبرغر (Hermann Hertzberger) ، الذي اعتمد على مفهوم «متعدد الفضاء» ، ولم ينهي عمداً بعض مشاريعه من المباني، ليتمكن المستخدمين من إكمالها حسب ذوقهم (في هذه الحالة تسمى بيئة شخصية).

## معرض صور

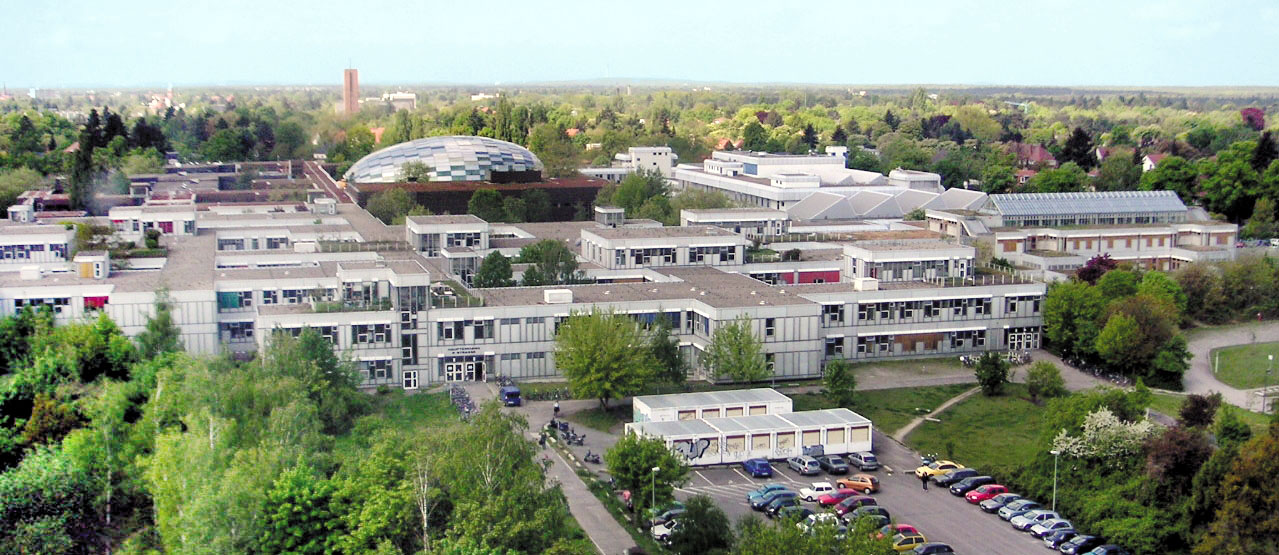
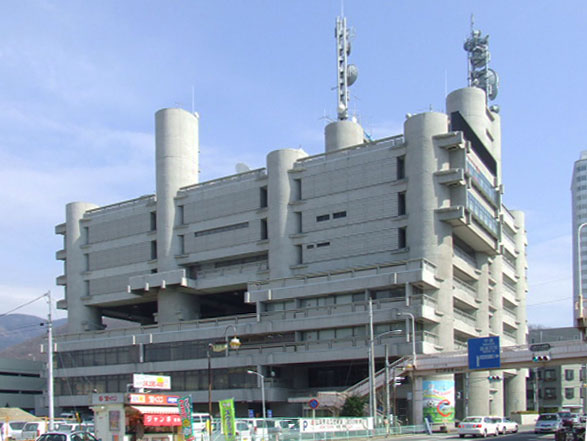
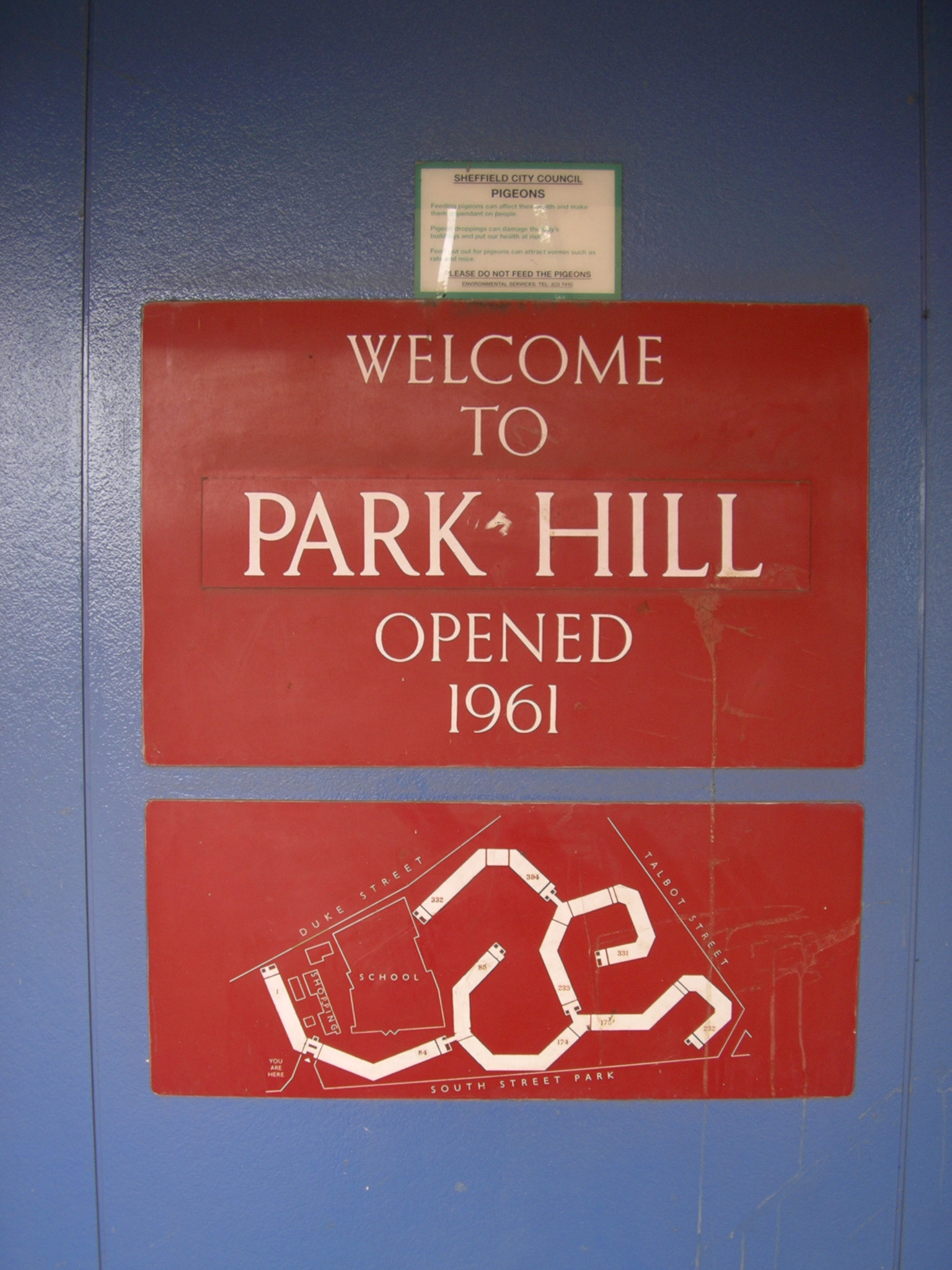
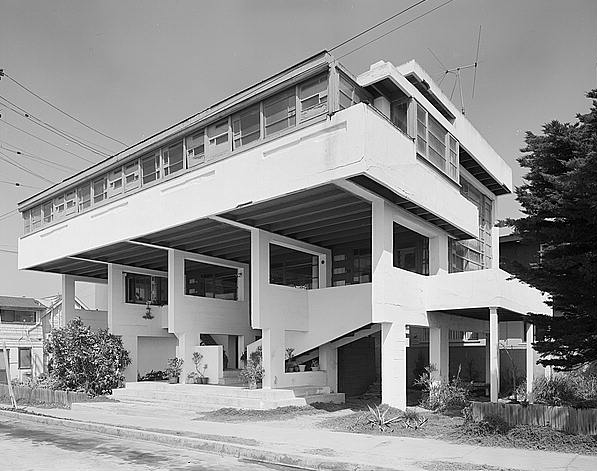
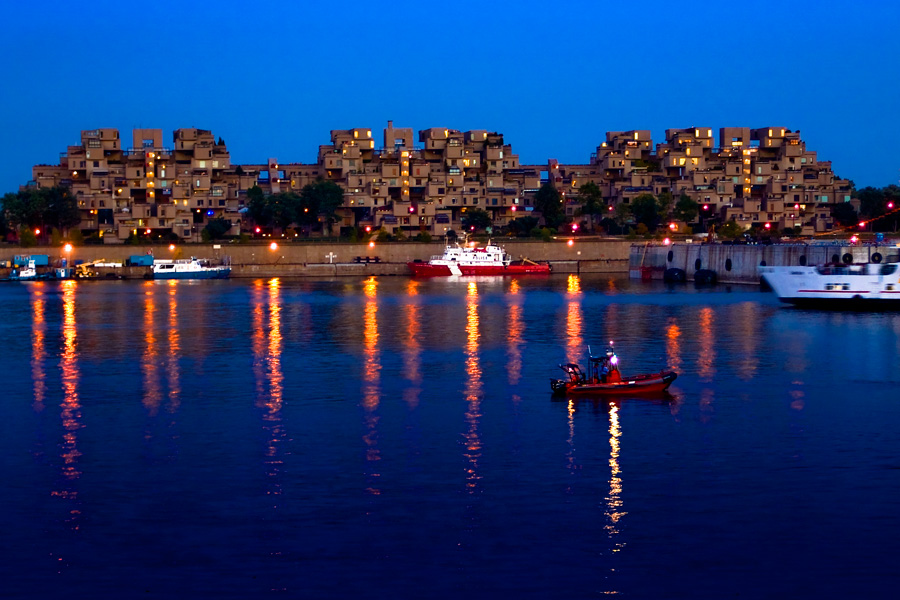
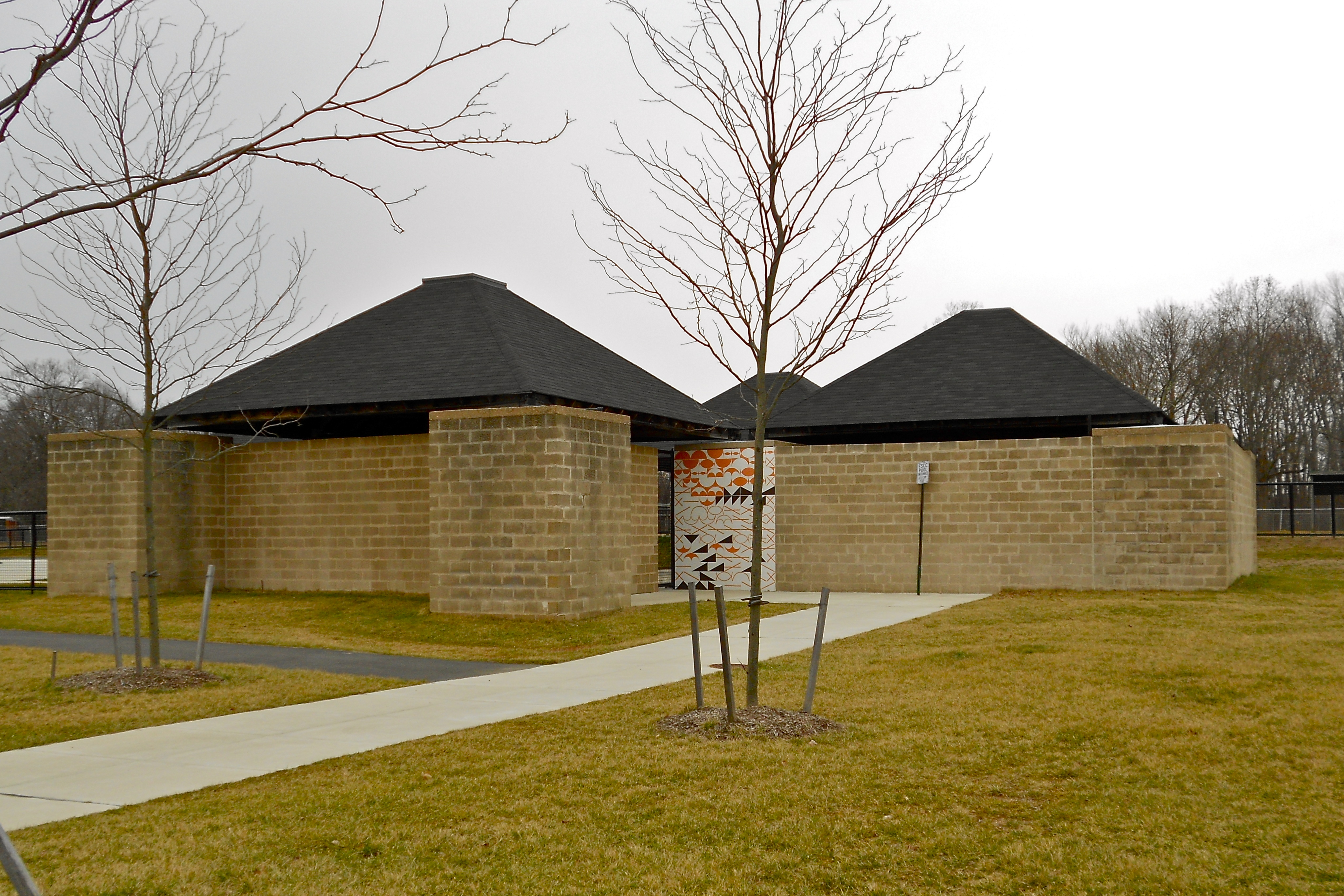